# Ignacio Chávez López
Ignacio Chaves Tellería (León, 1836 – 31 de octubre de 1925) fue un militar y político conservador nicaragüense que gobernó como Presidente de Nicaragua del 1 de enero al 1 de marzo de 1891 como el décimo presidente del llamado período de "Los Treinta Años Conservadores" cuando Roberto Sacasa y Sarria depositó en Él la presidencia para postularse como candidato presidencial en las elecciones del mismo año, en contra de lo dictado por La Constitución vigente.

## Reseña biográfica
Nació en León.
Es considerado como "el primer nicaragüense en cultivar el café" y promover dicho cultivo en el norte del país, principalmente en las alturas de Matagalpa (Cordillera Dariense) y Jinotega (Cordillera Isabelia).
Murió en su ciudad natal.

## Vida política
Fue uno de los Constituyentes de la Carta Magna conocida como "La Libérrima", del 10 de diciembre de 1893 promulgada en el gobierno de José Santos Zelaya.
Siendo senador por el Departamento de Matagalpa, fue el promotor de la creación del actual Departamento de Jinotega que se desmembró del de Matagalpa. 
En 1896 rompió con el presidente Zelaya al oponerse a la reelección de éste, marchando al exilio en Centroamérica y Ecuador.

### Ascenso al poder
El presidente Sacasa Sarria, contra La Constitución vigente y la tradición establecida por sus predecesores, impuso su voluntad de reelegirse para un nuevo período presidencial, alegando dar cumplimiento a la norma constitucional que impedía sucederse a sí mismo, renunció al cargo, poco antes de realizarse las elecciones, y depositó la presidencia en el general y senador por Jinotega Ignacio Chavéz López a la sazón Presidente del Senado, a quien La Constitución vigente señalaba para suceder al cargo de Presidente de la República en caso de quedar vacante.

## Legado
A pesar de lo señalado de su designación como Presidente, fue fiel a la confianza de Sacasa Sarria, no se aferró al poder y dejó el cargo una vez elegido éste como presidente en las elecciones del mismo año. Por ello, irónicamente se le llamó "El primer Ciudadano", aunque algún historiador lo quiera mostrar como el ejemplo de civismo. Lo cierto es que fue una figura al servicio del ego de su amigo y jefe.
Sus descendientes continuaron viviendo en Jinotega, tanto así que el 29 de octubre de 1960, Ricardo Cháves Baldizón disparó mortalmente contra Federico López Rivera, en una recepción celebrada en el Club de Obreros por la inauguración del Banco de América en dicha ciudad. Ambos eran descendientes de quienes promovieron la creación del departamento de Jinotega.
| Predecesor: Roberto Sacasa y Sarria Renunció | Presidente de Nicaragua 1 de enero de 1891 - 1 de marzo de 1891 | Sucesor: Roberto Sacasa y Sarria Reelegido |